# Cantó de Void-Vacon
El cantó de Void-Vacon és un cantó francès del departament del Mosa, situat al districte de Commercy. Té 18 municipis i el cap és Void-Vaconm situada a 255 metres sobre el nivell del mar i a 8 km. SSE, de Commercy, a la vora del riu Fluent, tributari esquerre del Mosel·la i del canal del Marne al Rin.

## Municipis
- Bovée-sur-Barboure
- Boviolles
- Broussey-en-Blois
- Laneuville-au-Rupt
- Marson-sur-Barboure
- Méligny-le-Grand
- Méligny-le-Petit
- Ménil-la-Horgne
- Naives-en-Blois
- Ourches-sur-Meuse
- Pagny-sur-Meuse
- Reffroy
- Saulvaux
- Sauvoy
- Sorcy-Saint-Martin
- Troussey
- Villeroy-sur-Méholle
- Void-Vacon

## Consellers generals
| Data d'elecció                           | Identitat          | Partit              | Qualitat |
| ---------------------------------------- | ------------------ | ------------------- | -------- |
| 1945-1949                                | M. Prioux          | Radical independent |          |
| 1949-1970                                | M. Poinçot         | MRP                 |          |
| 1970-1993                                | Jean-Louis Gilbert | Divers droite       |          |
| 1993-2001                                | Daniel Dupuis      | Divers droite       |          |
| 2001-                                    | André Jannot       | Divers droite       |          |
| les dades anteriors no són pas conegudes |                    |                     |          |
|                                          |                    |                     |          |

## Curiositats
Restes d'un castell del segle xiv. Tallers de construccions mecàniques. Important fàbrica de paper. Elaboració de formatge amb denominació d'origen (Void).

## Història
Void fou conegut en l'època Gal·la amb el nom de Nivigentum (Nogent o Novéant), nom que conservà durant tota l'edat mitjana, junt amb el de Vadum o Vidum, d'origen merovingi, en el temps dels reis francs de la primera dinastia va tenir un palau, cedit més tard per Dagobert I als bisbes de Toul, i una fàbrica d'encunyar moneda.
Void fou més tard la capital del petit país de Voide. En aquesta ciutat nasqué el mecànic Nicolas-Joseph Cugnot (1725-1804), constructor del primer vehicle mogut mitjançant el vapor. Estació de la línia de ferrocarril de Gondrecourt a Pagny-sur-Meuse.